# Educació primària

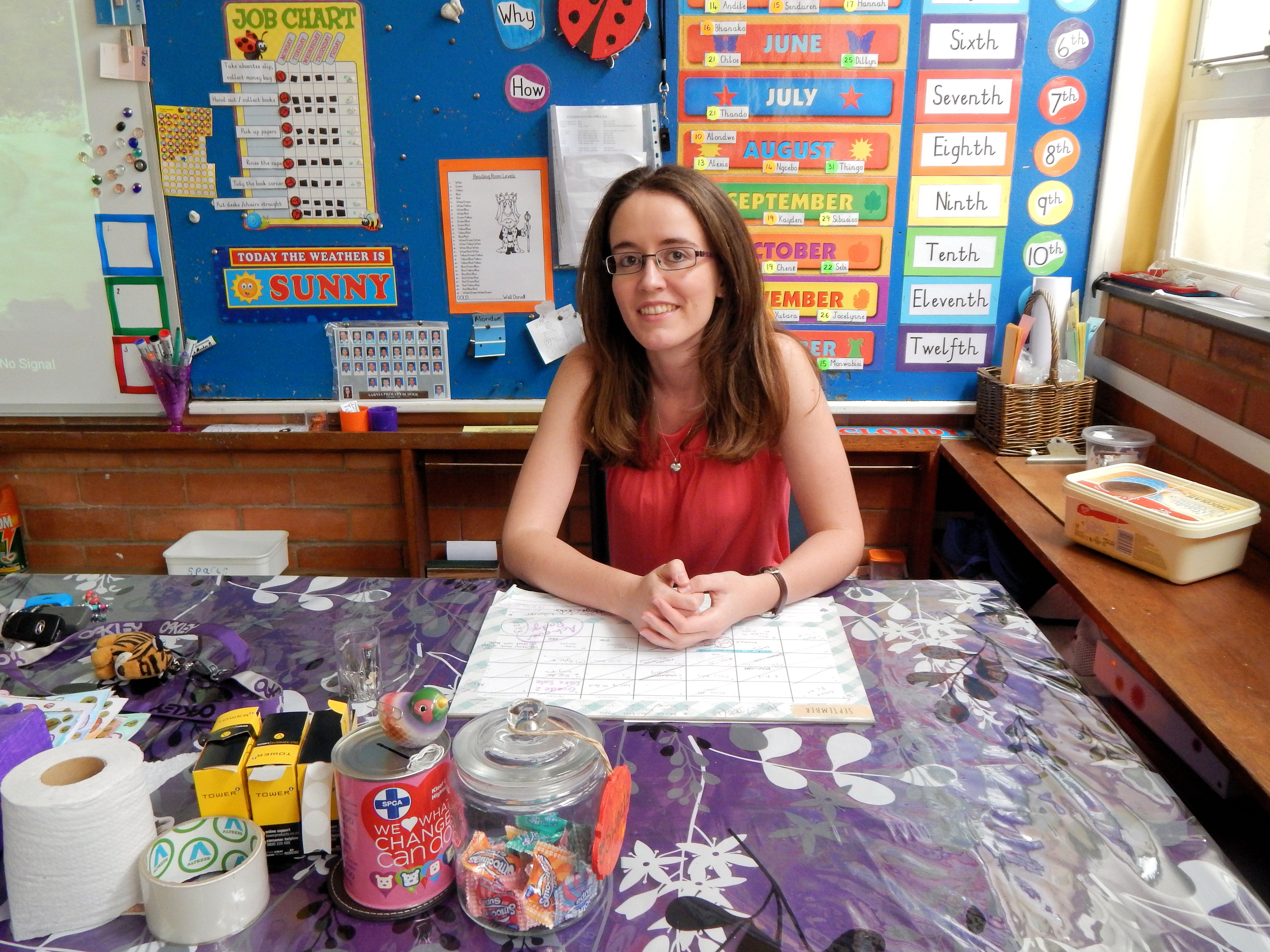
Mestra d'escola (Sud-àfrica).

L'educació primària és l'etapa de l'ensenyament formal que s'encarrega de l'alfabetització de l'alumne i de transmetre-li els continguts culturals més bàsics de manera que pugui entendre el món que l'envolta i motivar-se per aprendre. Equival al nivell 1 d'instrucció de l'ISCED centrat en l'aprenentatge a un nivell bàsic de complexitat amb poca o cap especialització. Els continguts inclouen lectoescriptura en la llengua de l'escola, càlcul bàsic, coneixements del medi social i natural i en la majoria de casos ensenyaments artístics elementals. Es pot introduir també un segon idioma.
Originàriament està dirigida a infants (de 5 a 8 anys és la mitjana d'inici) fins a l'adolescència, i els mateixos continguts mínims s'han de poder ensenyar als adults per erradicar l'analfabetisme. A molts Estats s'hi distingeix una etapa d'educació inicial, infantil o preescolar, no obligatòria, que antecedeix l'educació primària.
En la majoria de països és una etapa de l'educació obligatòria, tot i que hi ha absentisme escolar per les condicions socioeconòmiques i desigualtats entre nens i nenes. Els països i economies amb menys absentisme són els que tenen un rendiment lector mitjà més alt, com ara Pequín, Xangai, Jiangsu, Zhejiang, Macau i Hong Kong a la Xina, Estònia, Finlàndia, Japó, Corea, Singapur, Suècia i Taiwan. En 2020, la meitat dels infants de 10 anys als països amb ingressos baixos o mitjans no sabien llegir ni entendre un text senzill, i aquesta xifra arribava al 87% a l'Àfrica subsahariana.

## Història

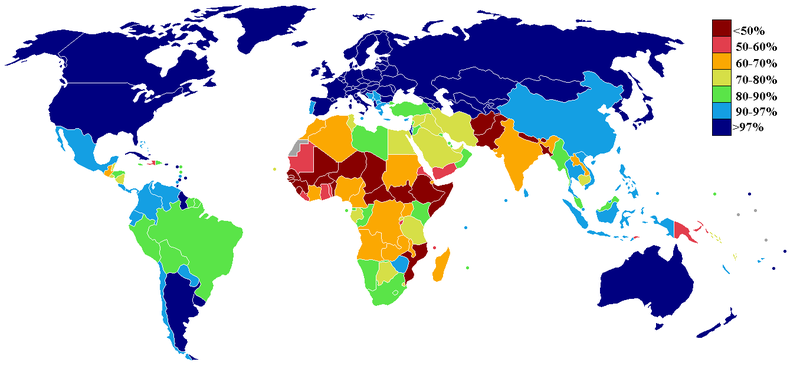
Taxes d'alfabetització del món el 2011.

Durant l'època grega i romana, els nens eren educats per les seves mares fins als set anys, i després, segons la cultura de la seva ubicació i època, començarien l'educació formal, però no tenien un espai dedicat a classe, i es donaven lliçons en porxades o carrers, o es podien donar en els habitatges, en els què el mestre seia en una cadira i els alumnes ho feien al seu voltant amb el seu propi material (papirs, tinta, plomes). A Roma, l'escola primària es deia ludus i atenia la mainada fins als 11 anys. El 94 Quintilià va publicar el treball educatiu sistemàtic, Institutio oratoria, en què es reclamava un espai dedicat.
Les escoles de primeres lletres van ser impulsades per ordres religioses i per municipis, els quals van procurar l'ensenyament de la lectura, l'escriptura, els nombres i el catecisme. En els gremis, s'acceptaven els nens i els joves per servir als artesans a canvi que se'ls hi ensenyés a llegir, a escriure i algun ofici.

## Objectius de Desenvolupament Sostenible
Aconseguir una educació primària universal com a garantia per a altres drets humans és un dels Objectius de Desenvolupament Sostenible per al 2030. En 2015 faltaven escolaritzar 121 milions de nens i nenes per a assolir-lo, En 2021, la matriculació a l'educació primària als països en desenvolupament ha arribat al 91%, però 57 milions d'infants continuen sense escolaritzar-se.

## L'educació primària als Països Catalans
El català va ser apartat de l'àmbit educatiu entre els segles xvii i XX, a mesura que els diversos estats en què la llengua és parlada van imposar l'educació obligatòria en les respectives llengües estatals. No obstant això, els diferents sectors socials del país sempre han estat conscients que l'ensenyament és un àmbit decisiu tant per al progrés del país com per a la vitalitat de la llengua, de manera que les demandes d'introduir el català en l'ensenyament i les queixes pel bandejament van ser freqüents al llarg de tot aquest període.

### Educació primària a Espanya
A Espanya l'educació primària consta de sis cursos i s'inicia l'any quan el nen o nena fa sis anys. Es divideix en tres cicles de dos anys cadascun on les matèries són impartides per mestres amb la titulació específica per a aquesta etapa i ocasionalment amb altres docents i professionals de suport. A Espanya, hi ha diferents tipus d'escoles diferenciades pel seu mode d'administració (escola pública, escola concertada i escola privada).
El 1857 es va promulgar la primera llei educativa integral a Espanya, la Llei d'Instrucció Pública, coneguda com a Llei Moyano, que establia que l'ensenyament podia ser públic o privat, en què l'Estat regulava els plans d'estudis intervenint en l'educació. Sobre el paper convertia l'ensenyament primari en universal i determinava la llengua castellana com a única a estudiar. El Govern es va comprometre a cobrir el manteniment de les escoles públiques i subvencionar els pobles petits perquè els nens i nenes pogués rebre l'educació primària, però que en la pràctica va dependre de la iniciativa de los municipis o de la iniciativa privada. Els llibres de text eren iguals a totes les províncies i els mestres havien de passar una sèrie d'exàmens per certificar-ne els coneixements. No fou derogada fins a la Llei General d'Educació de 1970 impulsada per José Luis Villar Palasí i que reformava el sistema educatiu des de la primària fins a la universitat, adaptant-lo a les necessitats d'escolarització, i es va establir l'ensenyament obligatori fins als 14 anys amb l'Educació General Bàsica.
A partir del segle xx, amb l'avenç del catalanisme polític, primer de la mà de la Mancomunitat de Catalunya i després de la Generalitat republicana. El ministre de la Segona República Espanyola, Marcelino Domingo, va permetre l'ús de la llengua catalana en l'educació primària amb el Decret de 29 d'abril de 1930. Efectivament, l'Estatut d'Autonomia de Catalunya de 1932 va introduir per primer cop l'ensenyament del català i en català a tots els nivells de l'ensenyament. El període autonòmic va ser molt curt, però la seva obra va assentar les bases que permetrien que, dècades més tard, sectors de professionals de l'ensenyament mantinguessin la llengua catalana, fins i tot, en plena dictadura franquista, quan la llengua era prohibida i el seu ús perseguit.
El 1933 l'Ermita de Sant Pau d'Albocàsser va ser on va aparèixer l'ensenyament del valencià. A l'estiu es reuniren "quatre destacats mestres com Carles Salvador, Enric Soler i Godes, Antoni Porcar i Candel i Francesc Boix Senmartí; 24 estudiants d'entre 8 i 13 anys, tots nens".
La recuperació de la democràcia i de cert grau d'autonomia als territoris catalanòfons inclosos al regne d'Espanya va permetre la recuperació de la llengua en l'àmbit educatiu, un exemple que va ser estímul per a la resta del domini lingüístic. Ara bé, la recuperació ha estat molt desigual arreu del territori i la fragmentació territorial i administrativa fa que avui la posició del català al món educatiu variï enormement segons l'indret al qual es faci referència.

### Educació primària a França

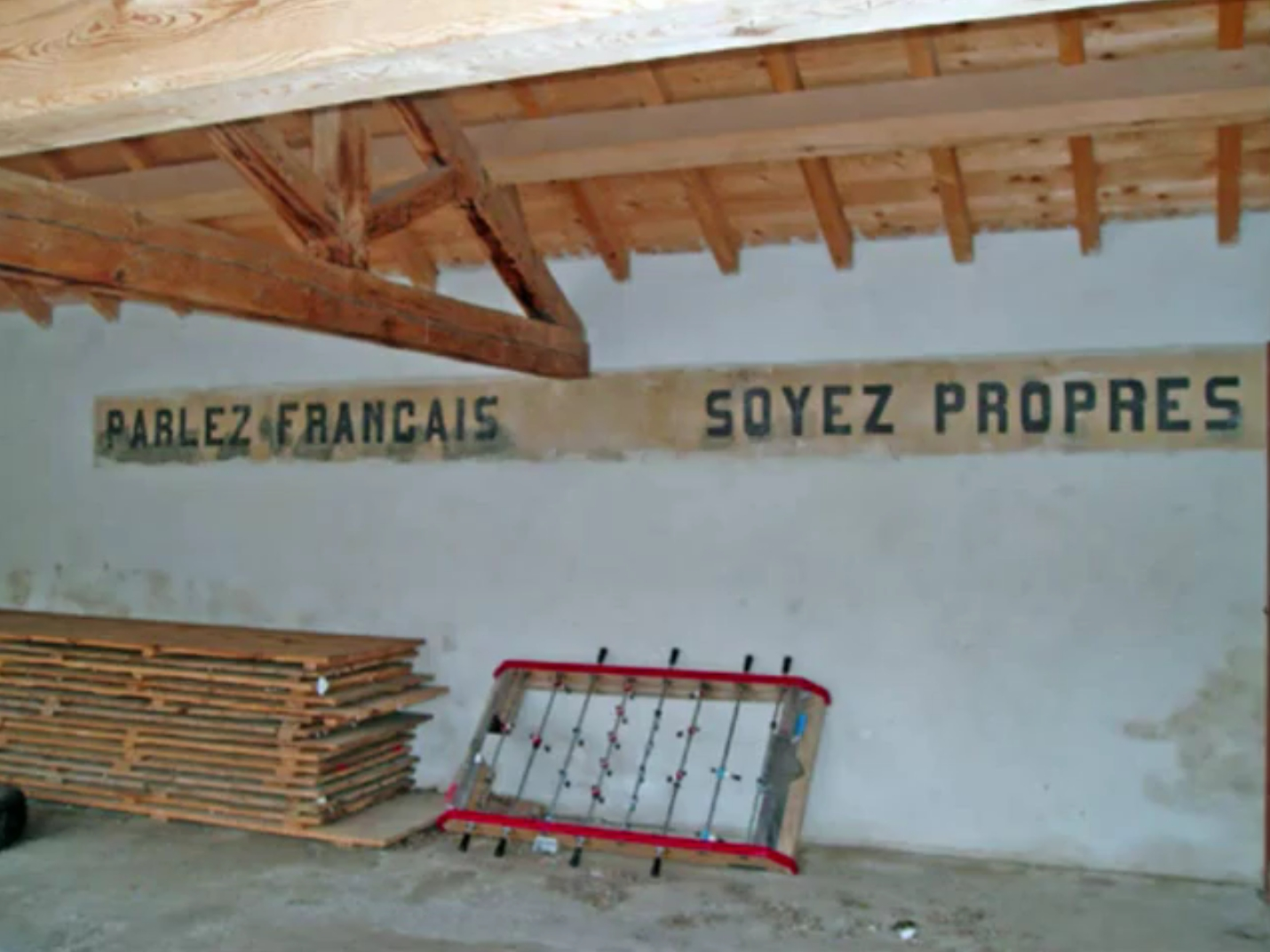
"Parleu en francès, sigueu nets", inscripció en una escola francesa, a Aiguatèbia i Talau, en la qual es prohibeix als nens de parlar català.

L'educació és obligatòria des del setembre de 2019 per als nens de 3 a 16 anys, majoritàriament oferta a escoles, llar d'infants i primària. Tanmateix, no és l'escola el que és obligatori, sinó la instrucció dels nens. Com a conseqüència, alguns pares decideixen educar els seus fills ells mateixos a casa. A França, hi ha diferents tipus d'escoles diferenciades pel seu mode d'administració (escola pública, escola concertada i escola privada. L'educació primària es divideix en tres cicles: Cicle 1 d'aprenentatge primerenc, pertanyent a l'escola bressol dividida en PS (3-4 anys), MS (4-5 anys) i GS (5-6 anys), un segon cicle d'aprenentatge bàsic, pertanyent a l'escola primària, dividida en CP (6-7 anys), CE1 (7-8 anys) i CE2 (8-9 anys), i un tercer cicle d'aprofundiment es va convertir l'any 2013 en el cicle de consolidació, pertanyent a l'educació primària, dividit en CM1 (9-10 anys) i CM2 (10-11 anys).

#### La Bressola
La Bressola és una associació cultural creada a Perpinyà l'any 1976 per a promoure una xarxa d'escoles associatives que practiquen la immersió lingüística en català a les comarques de la Catalunya Nord. Juntament amb La Calandreta, Diwan, les Seaska i les escoles ABCM-Zweisprachigkeit, forma una confederació d'escoles bilingües a França, l'Eskolim. Aquesta agrupació d'escoles laiques va esdevenir un referent de l'activisme cultural i polític a la Catalunya del Nord, tasca que ha estat essencial per la defensa i la recuperació de la llengua i la identitat catalanes, i per la qual se li va concedir el 2007 la Creu de Sant Jordi.

#### Història
La Convenció Nacional va preveure en 1792 l'escola com obligatòria i gratuïta, una idea desenvolupada per Nicolas de Condorcet, que recomanava un sistema educatiu laic i la igualtat entre noies i nois, però fins al 28 de juny de 1833, sota Lluís Felip I de França, no es va aprovar una primera llei sobre l'educació primària. La llei Guizot de 1833 preveu l'educació dels nois, l'obligació per als municipis de més de 500 habitants de tenir una escola de primària. La llei encara no establia l'obligatorietat de l'ensenyament però era sigui gratuïta per a les famílies que no la podien pagar. L'escola primària, des de la reforma de Jules Ferry només acollia nens de 6 a 13 anys i, per tant, el nivell elemental s'anomenava "escola primària". La reforma de Ferry va suprimir tota mena d'identitat religiosa i de les llengües i cultures anomenades regionals, a les quals va imposar com a única llengua el francès, parlat aleshores per un 10% dels ciutadans de França, i imposant humiliacions i càstigs als que pronunciessin un mot de patois (llengua diferent del francès).